# Attilio Rota
Attilio Rota (* 29. April 1945 in Clusone) ist ein ehemaliger ein italienischer Radrennfahrer.

## Sportliche Laufbahn
Rota war im Straßenradsport aktiv. Das international bedeutsamste Eintagesrennen für Amateure in Italien, den Gran Premio della Liberazione, gewann er 1968. In der Internationalen Friedensfahrt 1968 kam er auf den 46. Gesamtrang.
Von 1969 bis 1980 war er Berufsfahrer, immer in italienischen Radsportteams. Er war unter anderem Domestik für Gianni Motta und Patrick Sercu. 1969 gewann er das Eintagesrennen Mailand–Vignola vor Franco Bitossi. Bei Sassari–Cagliari 1970 wurde er hinter Rudi Altig Zweiter. Im Giro della Toscana 1969 und im Gran Premio Industria & Artigianato 1977 wurde er jeweils Dritter. 1980 trat Rota vom Radsport zurück.

## Grand-Tour-Platzierungen
| Grand Tour            | 1969 | 1970 | 1971 | 1972 | 1973 | 1974 | 1975 | 1976 | 1977 | 1978 | 1979 | 1980 |
| --------------------- | ---- | ---- | ---- | ---- | ---- | ---- | ---- | ---- | ---- | ---- | ---- | ---- |
| Vuelta a EspañaVuelta | –    | –    | –    | –    | –    | –    | –    | –    | –    | –    | –    | –    |
| Giro d’ItaliaGiro     | 41   | 16   | 60   | 54   | –    | 58   | 37   | 46   | –    | 54   | 35   | 44   |
| Tour de FranceTour    | –    | –    | –    | –    | –    | –DNF | –    | 36   | –    | –    | –    | –    |

## Berufliches
Nach seiner sportlichen Karriere betrieb er eine Lackiererei.